# Kellogg (Idaho)
Kellogg ist eine Stadt in Shoshone County und liegt im Bundesstaat Idaho in den USA. Das U.S. Census Bureau hat bei der Volkszählung 2020 eine Einwohnerzahl von 2.314 ermittelt.

## Geographie
Die Stadt befindet sich am südlichen Rand des Coeur d’Alene National Forest, 50 Kilometer östlich von Coeur d’Alene und ca. 100 Kilometer östlich von Spokane sowie direkt am Interstate-90-Highway.

## Geschichte

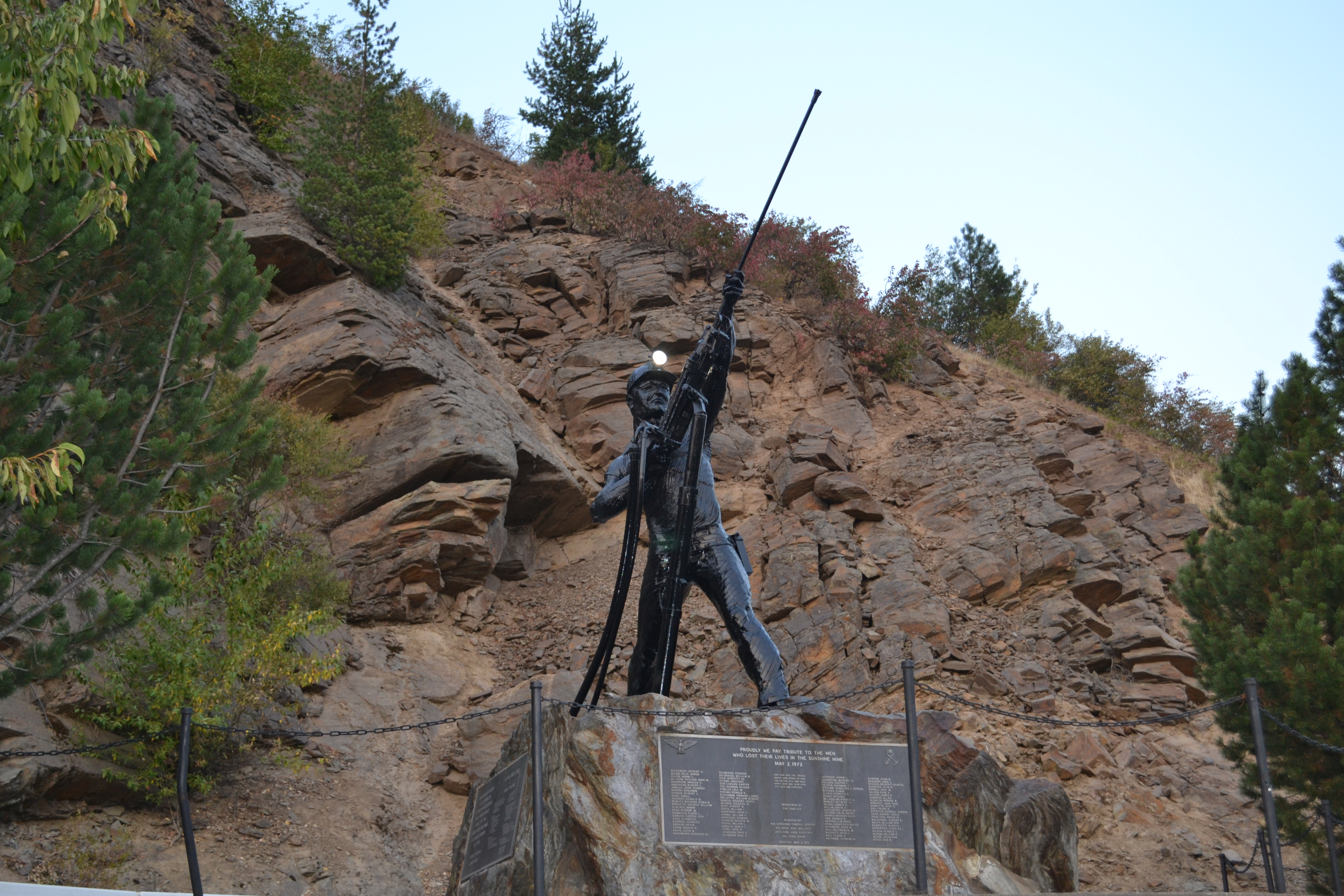
Skulptur zum Gedenken an das Sunshine Bergwerksunglück

Der Name der Stadt geht auf den Goldsucher Noah Kellogg zurück, der im Jahre 1885 mit seinem Esel die Gegend erkundete. Der Legende nach fand er das entlaufene Tier eines Morgens an einer Stelle, an der Galenit schimmerte. Dort wurden mehrere Bergwerke geöffnet und der Ort nach seinem Entdecker „Kellogg“ genannt. Ein Schild mit der Aufschrift Kellogg. The Town which was Discovered by a JACKASS – and which is inhabited by his Descendants., frei übersetzt: „Kellogg. Diese Stadt wurde von einem Esel (Jackass hat auch die Bedeutung Schwachkopf oder Vollidiot) entdeckt und wird von seinen Nachkommen bewohnt“ erinnert humorvoll an die Gründung der Stadt. Noah Kellogg ist auf dem Friedhof von Kellogg beerdigt. Zur Blütezeit waren mehrere Bergwerke in Betrieb, die hauptsächlich Silber förderten. Im Mai 1972 ereignete sich in der Sunshine Mine eines der schwersten Bergwerksunglücke der USA, bei der 91 Bergarbeiter an einer Kohlenmonoxidvergiftung starben. Acht Tage nach dem Unglück konnten noch zwei Arbeiter lebend geborgen werden. 1981 wurde die Grube der Bunker Hill Mining Company mit angegliedertem Hüttenwerk geschlossen, wodurch Tausende von Arbeitern ihre Anstellung verloren. Auch andere nahe gelegene Bergwerke reduzierten ihre Kapazitäten. Das Sunshine Bergwerk war hingegen noch bis 2001 in Betrieb. Der nachfolgende Besitzer (Sterling Mining) ging in Insolvenz (Chapter 11). Sofern sich Projekte einer Übernahmefirma verwirklichen lassen, sind für die Zukunft neue geologische Erkundungen geplant.
Die Stadt verlagert in jüngster Zeit ihren Schwerpunkt auf touristische Einrichtungen und ist heute ein beliebtes Wintersport-Gebiet und Ausgangspunkt einer Einkabinen-Gondelbahn in das Silver Mountain Resort mit dem Kellogg Peak (1920 Meter über NN) und dem Wardner Peak (1890 Meter über NN).

## Demographie
Im Juli 2009 ergab sich eine Bevölkerungszahl von 2177 Personen, was einen Rückgang gegenüber 2000 von 9,1 % bedeutet. Das Durchschnittsalter betrug bei der 2009-Erfassung 37,4 Jahre.

## Persönlichkeiten
- Ted Voigtlander (1913–1988), Kameramann